# N80 (België)
De N80 is een gewestweg in de Belgische provincies Namen, Luik en Limburg. De weg verbindt Namen met Hasselt.
De totale lengte van de N80 bedraagt 66,5 km.

## Plaatsen langs de N80
- Namen
- Bouge
- Boninne
- Hingeon
- Pontillas
- Bierwart
- Burdinne
- Moxhe
- Hannuit
- Walshoutem
- Gingelom
- Bevingen
- Sint-Truiden
- Alken
- Hasselt

## N80a
De N80a is een verbindingsweg nabij Alken tussen de N80 en de N754. Doordat de N80 met een viaduct over de N754 gaat en er verder geen rechtstreekse verbinding is vormt de N80a deze verbinding. De route heeft een lengte van ongeveer 950 meter.

## N80b
De N80b is een route nabij Gingelom. De 800 meter lange route is de oude route van de N80. Echter doordat de N80 hier onder spoorlijn 36 doorgaat was het oude spoorviaduct te smal en te laag geworden. De N80 is daarom een met een nieuwe weg hieromheen aangelegd en heeft een hogere en bredere onderdoorgang onder het spoor door. De oude route heeft daarbij het nummer N80b gekregen.
De N80b heeft wel aansluiting op de N765 waarop de N80 geen rechtstreekse aansluiting heeft.